# Three Little Powders
Three Little Powders è un cortometraggio muto del 1914. Il nome del regista non viene riportato.

## Produzione
Il film fu prodotto dalla Essanay Film Manufacturing Company.

## Distribuzione
Distribuito dalla General Film Company, il film - un cortometraggio di una bobina - uscì nelle sale cinematografiche USA il 13 maggio 1914, conosciuto anche come The Three Powders, il titolo alternativo con il quale venne recensito.